# اسم المضيف
في شبكة حاسوب ، اسم المضيف (هيكليا اسم العقدة) هو تسمية يتم تعيينها لجهاز متصل بشبكة حاسوب والتي يتم استخدامها لتعريف الجهاز في أشكال مختلفة من الاتصالات الإلكترونية، مثل شبكة الويب العالمية. قد تكون أسماء المضيفين أسماء بسيطة تتكون من كلمة أو عبارة واحدة، أو قد تكون منظمة.
على الإنترنت، قد تكون أسماء المضيفين قد ألحقت اسم مجال نظام أسماء النطاقات(DNS) ، منفصلاً عن التسمية الخاصة بالمضيف بنقطة ("نقطة"). في الشكل الآخر، يسمى اسم المضيف أيضًا باسم المجال. إذا تم تحديد اسم النطاق بالكامل، بما في ذلك نطاق المستوى الأعلى للإنترنت، فسيتم اعتبار اسم المضيف اسم مجال مؤهل بالكامل (FQDN). غالبًا ما يتم تخزين أسماء المضيف التي تتضمن نطاقات DNS في نظام أسماء النطاقات جنبًا إلى جنب مع عنوان آي بي للمضيف الذي يمثلونه لغرض تعيين اسم المضيف إلى عنوان، أو العملية العكسية.